# Sillimanit
Das Mineral Sillimanit ist ein sehr häufig vorkommendes Inselsilikat aus der Gruppe der Aluminiumsilikate und hat die chemischen Zusammensetzung Al2SiO5 bzw. Al2[O|SiO4]. Es kristallisiert im orthorhombischen Kristallsystem und bildet prismatische bis faserige Kristalle geringer Größe. Nicht selten kann man im Sillimanit einen geringen Anteil an Fe2O3 vorfinden.
Sillimanit hat eine hohe Härte von 6,5 bis 7,5 und eine weißgraue bis grüngraue Farbe, ist manchmal aber auch farblos. Die Strichfarbe ist weiß. Ähnliche Minerale mit der gleichen oder ähnlichen chemischen Zusammensetzung sind Andalusit, Kyanit und Mullit, die ebenfalls zu den Aluminiumsilikaten zählen.

## Etymologie und Geschichte
Sillimanit wurde nach dem US-amerikanischen Chemiker Benjamin Silliman benannt. Ein Sillimanitmineral mit Fundort in Chester, Connecticut, war 1824 zum ersten Mal wissenschaftlich von George T. Bowen beschrieben worden.
Sillimanit ist auch als Glanzspat bekannt und wird manchmal zudem als Bucholzit bezeichnet, nach dem deutschen Hofapotheker, Hofmedicus und Bergrat Wilhelm Heinrich Sebastian Bucholz (1734–1798).

## Klassifikation
Bereits in der veralteten 8. Auflage der Mineralsystematik nach Strunz gehörte der Sillimanit zur Mineralklasse der „Silikate und Germanate“ und dort zur Abteilung der „Neso-Subsilikate“, wo er zusammen mit Andalusit und Kyanit die „Al2SiO5-Gruppe“ mit der System-Nr. VIII/A’.02 bildete.
Im zuletzt 2018 überarbeiteten und aktualisierten Lapis-Mineralienverzeichnis nach Stefan Weiß, das sich aus Rücksicht auf private Sammler und institutionelle Sammlungen noch nach dieser alten Form der Systematik von Karl Hugo Strunz richtet, erhielt das Mineral die System- und Mineral-Nr. VIII/B.02-10. In der „Lapis-Systematik“ entspricht dies der Abteilung „Inselsilikate mit tetraederfremden Anionen“, wo Sillimanit zusammen mit Andalusit, Boromullit, Kanonait, Kyanit, Mullit, Topas und Yoderit eine eigenständige, aber unbenannte Gruppe bildet.
Die von der International Mineralogical Association (IMA) zuletzt 2009 aktualisierte 9. Auflage der Strunz’schen Mineralsystematik ordnet den Sillimanit in die Abteilung der „Inselsilikate (Nesosilikate)“ ein. Diese ist weiter unterteilt nach der möglichen Anwesenheit zusätzlicher Anionen und der Koordination der beteiligten Kationen, so dass das Mineral entsprechend seiner Zusammensetzung und seinem Aufbau in der Unterabteilung „Inselsilikate mit zusätzlichen Anionen; Kationen in [4]er-, [5]er- und/oder nur [6]er-Koordination“ zu finden ist, wo es als einziges Mitglied die unbenannte Gruppe 9.AF.05 bildet.
Auch die vorwiegend im englischen Sprachraum gebräuchliche Systematik der Minerale nach Dana ordnet den Sillimanit in die Klasse der „Silikate und Germanate“ und dort in die Abteilung der „Inselsilikate: SiO4-Gruppen und O, OH, F und H2O“ ein. Hier ist er zusammen mit Boromullit und Mullit in der „Al2SiO5 (Sillimanit-Untergruppe)“ mit der System-Nr. 52.02.02a innerhalb der Unterabteilung „Inselsilikate: SiO4-Gruppen und O, OH, F und H2O mit Kationen in [4] und >[4]-Koordination“ zu finden.

## Kristallstruktur

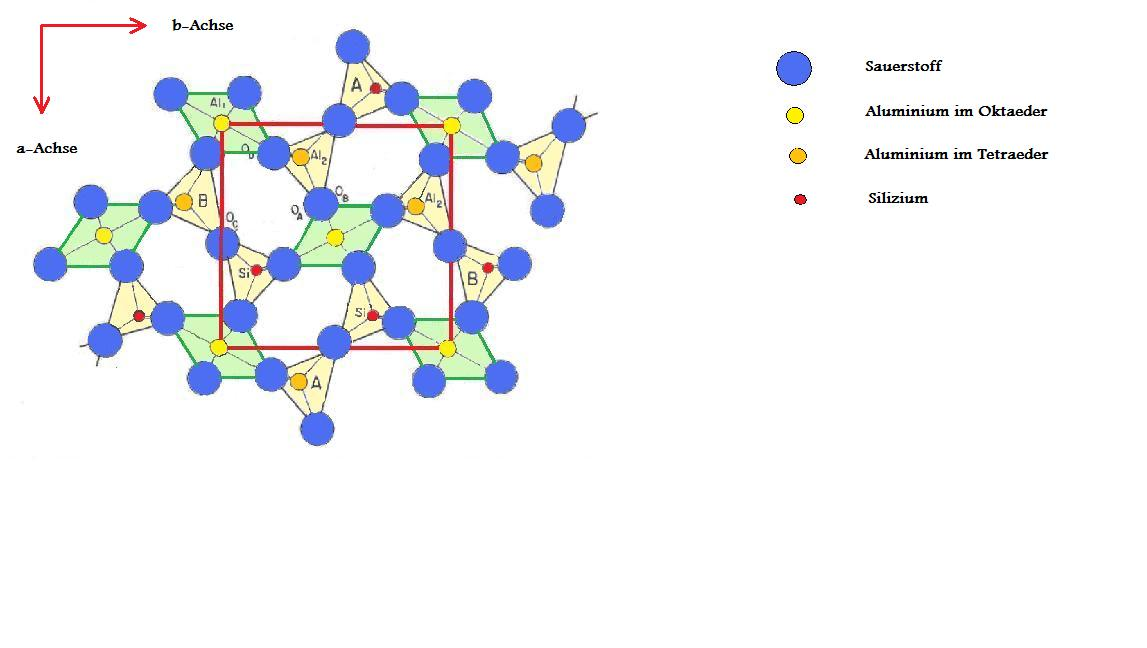
Grundriss der Einheitszelle von Sillimanit. Projiziert wurde eine halbe Einheitszelle auf die ab-Ebene. In Rot die Einheitszelle

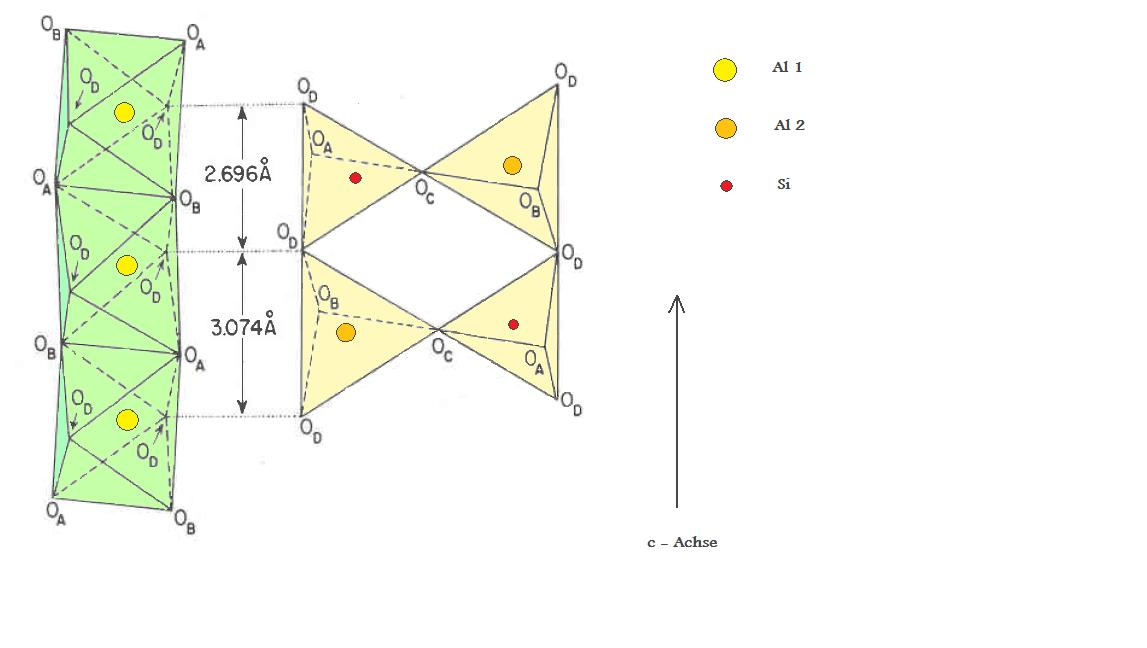
Verknüpfung der Oktaeder- und Tetraederketten, parallel zur c-Achse

Sillimanit kristallisiert im orthorhombisch-dipyramidalen Kristallsystem in der Raumgruppe Pnma (Raumgruppen-Nr. 62) mit den Gitterparametern a = 7,484 Å; b = 7,672 Å und c = 5,77 Å sowie vier Formeleinheiten pro Elementarzelle.
Die grundlegenden Baueinheiten der Sillimanitstruktur sind:
- [SiO4]- und [AlO4]-Tetraeder in Viererkoordination und
- [AlO6]-Oktaeder in Sechserkoordination.

Aluminium tritt folglich in einer Doppelrolle, d. h. in zwei verschiedenen Koordinationsstufen auf, als Al[4] und als Al[6], eine genauere Formel für Sillimanit lautet daher auch: Al[6][O|Al[4]Si[4]O4].
Die Oktaeder sind über ihre parallelen Seitenkanten miteinander verknüpft, in Endlosketten aufgereiht und verlaufen parallel zur c-Achse. Ein Strang liegt im Zentrum der Elementarzelle, vier weitere bilden die zur c-Achse parallelen Seitenkanten. Auch die Tetraeder bilden vier Endlosketten in c-Richtung, wobei sich die Zentralatome Si und Al regelmäßig miteinander abwechseln. Diese Si-Al-Si-Al....-tetraederketten liegen zwischen den Oktaederketten und verknüpfen sich über ihre Sauerstoffatome (OD-Atome) mit den Oktaederketten. Die Tetraederketten sind jedoch keine Einereinfachketten, sondern Einerdoppelketten, d. h., sie verknüpfen sich zusätzlich über ihre freien Spitzen (OC-Atome) nochmals mit der gegenüberliegenden Tetraederkette der benachbarten Elementarzelle.
Aufgrund dieser Anordnung kann Sillimanit auch als ein Kettensilikat (Inosilikat) betrachtet werden; dies erklärt auch sehr gut seinen langgestreckten, nadeligen, faserigen Habitus.
Zur Veranschaulichung der Sillimanitstruktur nebenstehende Abbildung:
Dargestellt ist die Projektion einer halben Elementarzelle (von Z = 0 bis Z = 1/2) entlang der c-Achse auf die ab- bzw. (001)-Ebene. Die Elementarzelle ist rot umrandet. Die [AlO6]-Oktaeder sind hellgrün, die der [SiO4]- und [AlO4]-Tetraeder beige markiert. Diese Form der Darstellung wurde aus Übersichtlichkeitsgründen gewählt, da nur die Zentralatome der Oktaeder (Al1-Atome) sowie die OD-Atome strikt ihre Parallelität zur c-Achse beibehalten; alle anderen Atome sind in der oberen Hälfte der Elementarzelle in ihrer Position leicht verschoben.
Die linksstehende Abbildung ist ein vereinfachter Aufriss der Elementarzelle parallel zur c-Achse. Sie zeigt sehr schön die Verknüpfung der Tetraeder-Einerdoppelketten mit der Oktaederkette sowie die Parallelität der Atompositionen Al1 und OD. Beachtenswert der Dimensionsunterschied der Siliziumtetraeder und der Aluminiumtetraeder (2,696 bzw. 3,074 Å), die aufsummiert die Dimension der c-Achse in der Elementarzelle ergeben (5,77 Å).

### Die Elementarzelle von Sillimanit
| Atomposition | a-Achse | b-Achse | c-Achse |
| ------------ | ------- | ------- | ------- |
| Al1          | 0,0000  | 0,0000  | 0,0000  |
| Al2          | 0,1418  | 0,3449  | 0,2500  |
| Si           | 0,1535  | 0,3402  | 0,7500  |
| OA           | 0,3600  | 0,4088  | 0,7500  |
| OB           | 0,3563  | 0,4340  | 0,2500  |
| OC           | 0,4765  | 0,0017  | 0,7500  |
| OD           | 0,1256  | 0,2232  | 0,5144  |

Die Atompositionen der Elementarzelle von Sillimanit sind wie folgt:
Diese Angaben sowie 13 daran anschließende Symmetrieoperationen sind hinreichend, um die Elementarzelle vollständig zu definieren.
Bemerkenswert die nahezu identische Dimension der a- und der b-Achse, Sillimanit verfehlt eine tetragonale Symmetrie somit nur geringfügig.

### Röntgendiffraktometrie
| Intensität (I/I0) | Gitterabstand (d) in Å | Winkel (2-Theta) | Fläche (hkl) |
| ----------------- | ---------------------- | ---------------- | ------------ |
| 100 (auch 65)     | 3,365                  | 26,48°           | (210)        |
| 79,65 (auch 100)  | 3,417                  | 26,08°           | (120)        |
| 67,37             | 2,206                  | 40,91°           | (122)        |
| 49,66             | 2,543                  | 35,29°           | (112)        |
| 41,88             | 1,519                  | 60,96°           | (332)        |

Röntgendiffraktometrische Untersuchungen an Sillimanit-Kristallen haben folgende Ergebnisse geliefert:
Die beiden ersten Maximalwerte liegen recht eng zusammen und werden oft miteinander vertauscht. Der Beugungswinkel (2-Theta) ist für Cu K-alpha Strahlung angegeben.

## Eigenschaften

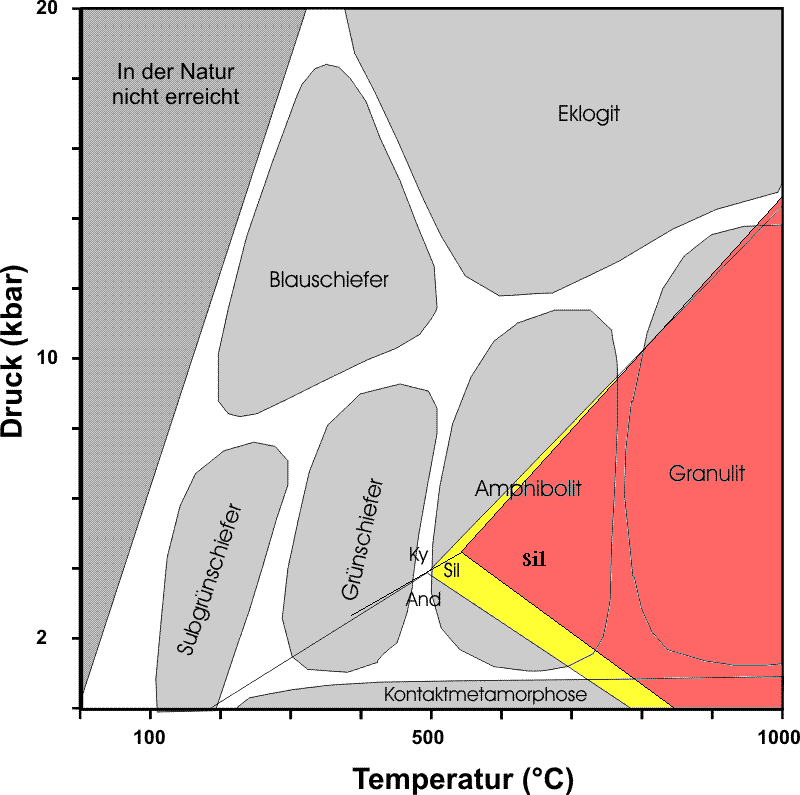
Stabilitätsbereich von Sillimanit mit leicht abgeändertem Alumosilikat-Tripelpunkt (540 °C, 0,45 GPa)

In der Petrologie der metamorphen Gesteine nimmt Sillimanit als Gradmesser für die Stärke der Umwandlungen eine wichtige Stellung ein. Als so genanntes Indexmineral definiert sein Erstauftreten die Sillimanitzone oder den Sillimanit-Isograd, sein Stabilitätsbereich wird hierbei durch die thermodynamischen Transformationen Andalusit ⇔ Sillimanit und Kyanit ⇔ Sillimanit eingegrenzt. Dieser Bereich liegt bei relativ hohen Temperaturen (> 540 °C) und kann mittlere Drucke (bis ~ 1 GPa, entsprechend einer Tiefe von 36,5 Kilometer) erreichen. Er umspannt größtenteils die Amphibolit- und Granulitfazies sowie die hochtemperierte Kontaktmetamorphose.
Im Verlauf der Metamorphose kommt es zur Neubildung von Sillimanit durch polymorphe Transformation aus Andalusit oder Kyanit bzw. durch Umwandlungsreaktionen von Biotit und Muskovit. Als Beispiel hierfür sei die folgende Reaktion angeführt:
- 1 Muskovit + 1Quarz ⇒ 1 Sillimanit + 1 Alkalifeldspat + 1 Wasser
- 1 KAl2[(OH)2|AlSi3O10] + 1 SiO2 ⇒ 1 Al2SiO5 + 1 KAlSi3O8 + 1 H2O

Diese Reaktion ist sehr wichtig, da sie das Stabilitätsfeld von Sillimanit in zwei Bereiche aufteilt – die Sillimanitzone wird deswegen auch in zwei Subzonen untergliedert, in die etwas niedriger temperierte und druckbetonte Sillimanit-Muskovit-Subzone sowie in die höhertemperierte Sillimanit-Alkalifeldspat-Subzone. Die Reaktion beginnt ab 630 °C wirksam zu werden und bedingt das völlige Verschwinden von Muskovit.
Reaktionen zwischen Staurolith und Biotit bzw. zwischen Staurolith und Quarz.
Mit Erreichen und Überschreiten anatektischer Temperaturen erfolgen Reaktionen, in denen Sillimanit wieder abgebaut wird. Als Beispiele die Biotit-Dehydratationen:
Sillimanit + Biotit ⇒ Granat + Alkalifeldspat + Flüssigkeit oder
Sillimanit + Biotit ⇒ Granat + Cordierit ± Flüssigkeit
Aber auch im Verfauf der Retromorphose verschwindet Sillimanit allmählich wieder, bei sinkenden Temperaturen und Druckabfall wird z. B. Andalusit polymorph rückgebildet.
Sillimanit ist ein recht verwitterungsbeständiges Mineral, zersetzt sich aber dennoch unter Bildung von Kaolinit und Muskowit bzw. Serizit (epizonale Serizitisierung).

## Modifikationen und Varietäten
Sillimanit ist die Hochtemperatur-Niederdruck-Modifikation der Al2SiO5-Gruppe und trimorph mit den weiteren Mitgliedern Andalusit und Kyanit.
Fibrolith ist ein büscheliges Aggregat langgezogener Sillimanitkristalle (Comte de Bournon, 1802). Faserkiesel sind hingegen subparallele, nadelige Schwärme und Strähnen von Sillimanit in Quarz oder Cordierit (beschrieben 1792 von Lindacker in Böhmen). Weitere lokale Varietäten sind Monrolit (nach der Stadt Monroe im Bundesstaat New York) und Bamlit (nach Bamle bei Brevik in Norwegen).

## Bildung und Fundorte
Sillimanit findet sich in Form stängelig-faseriger oder säuliger Kristalle oder auch massiv in aluminiumreichen, pelitischen, regionalmetamorphen Gesteinen. Er tritt meist in zwei Metamorphosetypen auf:
- Im Abukuma-Typ bei relativ niedrigen Drucken in Glimmerschiefern.
Begleitmineral ist meist Andalusit.
- Im Barrow-Typ bei mittleren Drucken in Gneisen.
Begleitminerale sind Kyanit und Cordierit.

Kontaktmetamorph kommt Sillimanit in der höchsttemperierten Sanidinit-Fazies vor.
Als Mineral magmatischen Ursprungs ist er Bestandteil von peraluminosen Granitoiden. Nur recht selten findet man Sillimanit in Amphiboliten und Eklogiten, relativ selten in Pegmatiten, recht häufig jedoch in Granuliten. Man trifft ihn auch gelegentlich als Detritus in Sedimenten.
Begleitminerale sind Alkalifeldspat, Almandin, Andalusit, Biotit, Cordierit, Enstatit (bei höheren Temperaturen) Korund, Kyanit, Muskovit, Plagioklas, Quarz und/oder Spinell.
Die Typlokalität für Sillimanit ist Sušice in Tschechien. Fundorte in Deutschland sind der Laacher See, der Spessart und Bodenmais im Bayerischen Wald. Weltweit: Sellrain (Österreich), Auvergne (Frankreich), Meghalaya (Nordostindien), Myanmar, Sri Lanka, Enderbyland (Antarktis) und Brandywine Springs (Delaware, USA).

## Verwendung

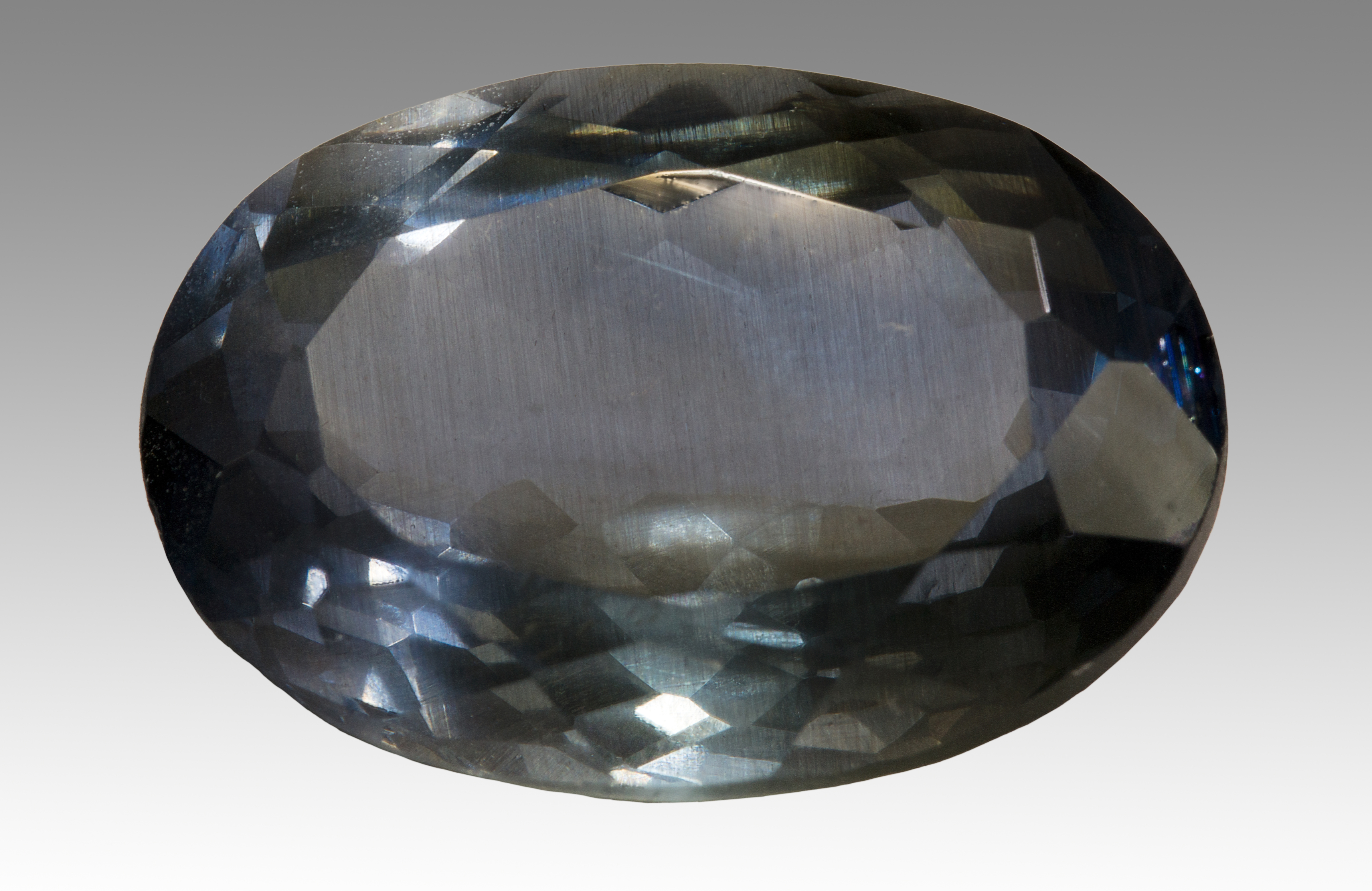
Sillimanit im ovalen Facettenschliff

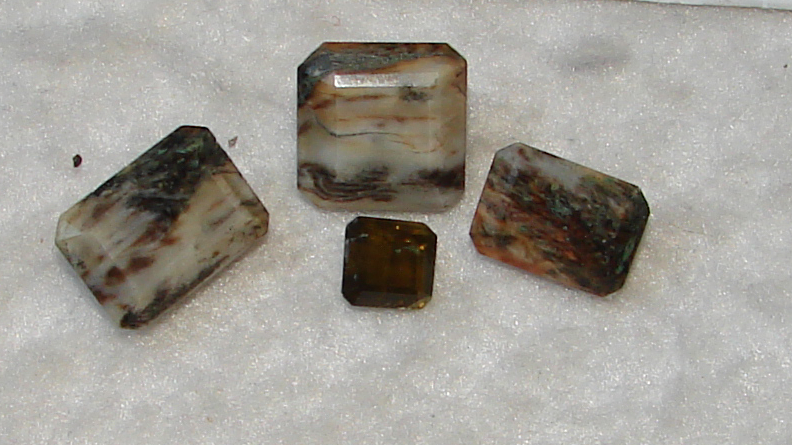
Mehrere undurchsichtige Sillimanite im achteckigen Facettenschliff

Sillimanit findet bei guter Qualität als Schmuckstein Verwendung, ist allerdings bisher wenig bekannt. Klare Varietäten werden meist in verschiedenen Facettenschliffen wie im Brillant- oder facettierten Ovalschliff angeboten. Undurchsichtige Steine und solche mit optischen Effekten wie Chatoyance (Katzenaugeneffekt) oder Asterismus (Sterneffekt) erhalten dagegen einen cabochonförmigen Glattschliff.
Industriell dient Sillimanit zur Herstellung feuerfester Werkstoffe (Tragrohre für Heizwendeln im Elektro-Ofenbau, Zündkerzen usw.).
In der Jungsteinzeit wurden in der Bretagne Steinbeilklingen aus der Varietät Fibrolith hergestellt. So fanden sich beispielsweise in der Grabkammer des megalithischen Tumulus von Mané-er-Hroek (ca. 4500 v. Chr.) neben 10 Beilklingen aus Jadeitit auch 90 Beilklingen aus Fibrolith.